# Basilan
Provincie Basilan je filipínská provincie rozkládající se v autonomním regionu Bangsamoro (BARMM), na stejnojmenném ostrově. Největší město na ostrově (Isabela City), které se nachází na severním pobřeží ostrova, je ale spravováno jako součást regionu poloostrova Zamboanga. Provincie sestává z 1 města a 11 obcí.
V současnosti[kdy?] zde bojují Filipínská armáda a povstalci.